# Phyllanthus suffrutescens
Phyllanthus suffrutescens är en emblikaväxtart som beskrevs av Ferdinand Albin Pax. Phyllanthus suffrutescens ingår i släktet Phyllanthus och familjen emblikaväxter. Inga underarter finns listade i Catalogue of Life.